# Gyula III

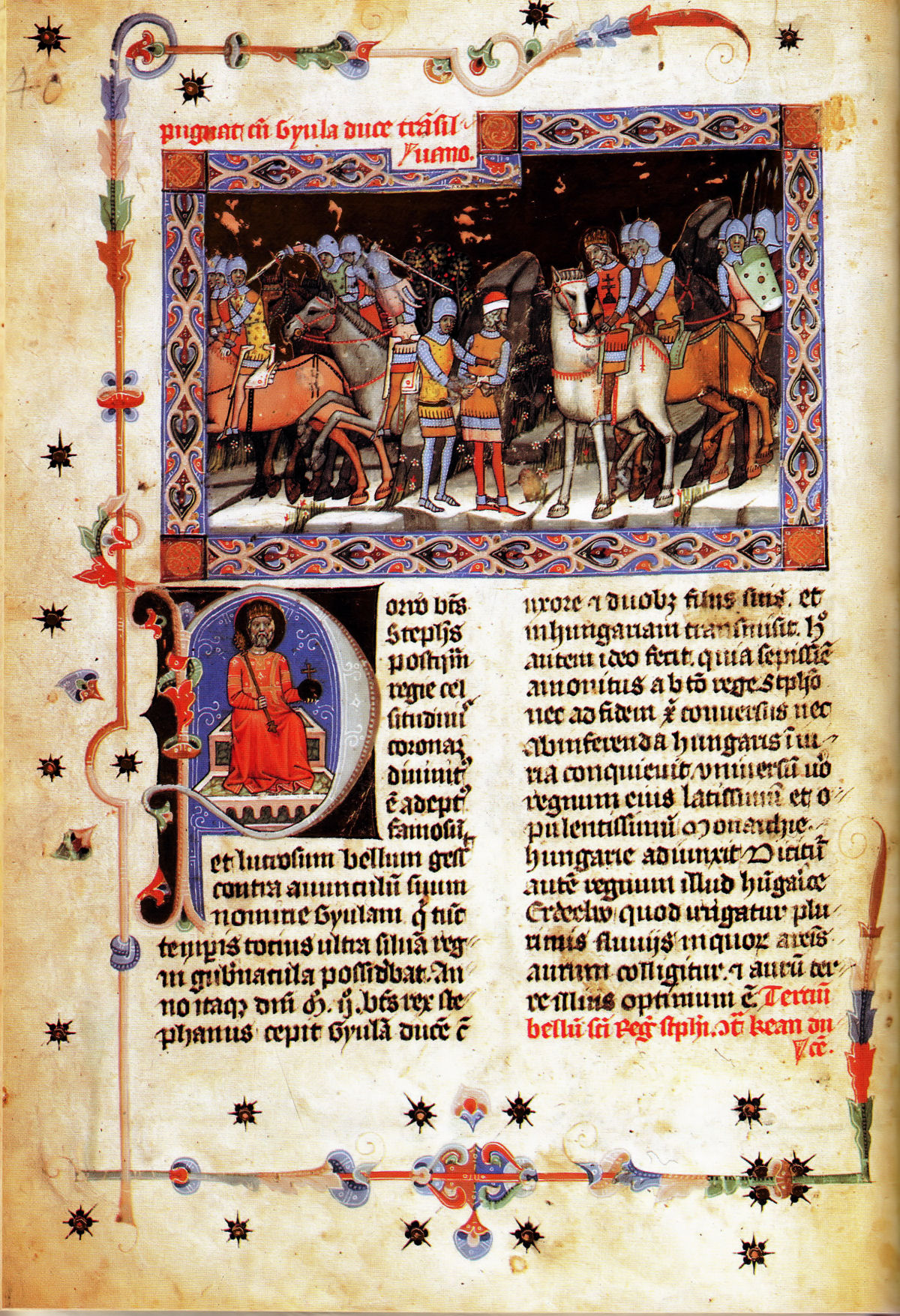
Le roi Étienne Ier de Hongrie capture Gyula (Chronicon Pictum).

Gyula III, également Iula ou Gyula le Jeune, Geula ou Gyla, est un dirigeant médiéval qui aurait régné en Transylvanie (c. 980 - 1003/1004). Vers 1003, il est attaqué avec sa famille, dépossédé et capturé par le roi Étienne Ier de Hongrie (1000/1001-1038).
Le nom « Gyula » désigne également un titre ; le deuxième plus haut titre dans le système tribal des Magyars. D'après l'historien Gyula Kristó son véritable nom était probablement Prokui, mais l'historien Florin Curta conteste cette identification.